# Emma McKeon
Emma McKeon (n. 24 mai 1994, Wollongong, Noul Wales de Sud, Australia) este o înotătoare australiană, medaliată olimpică. A participat la 2 ediții ale Jocurilor Olimpice (2016, 2020) în care a câștigat o medalie de aur și o medalie de bronz.